# Zandpol
Zandpol ist ein Ort in der Gemeinde Emmen in der niederländischen Provinz Drenthe. Bis zur Gemeindereform 1998 gehörte Zandpol zur bis dahin eigenständigen Gemeinde Schoonebeek.

## Geografie
Zandpol befindet sich am westlichen Rand des Gemeindegebiets von Emmen, etwa 4,5 Kilometer von der deutsch-niederländischen Grenze entfernt. Durch den Ort fließt der Stieltjeskanaal.

### Nachbarorte
| Veenoord  | Nieuw-Amsterdam                             | Erica             |
| Dalerveen | Kompassrose, die auf Nachbargemeinden zeigt | Amsterdamscheveld |
| Coevorden | Schoonebeek                                 | Nieuw-Schoonebeek |

## Sehenswürdigkeiten
In dem im Jahr 2004 eröffneten Museum Meringa werden historische landwirtschaftliche Gerätschaften wie Traktoren, Pflüge und Dreschmaschinen ausgestellt, außerdem werden zahlreiche Alltags- und Gebrauchsgegenstände aus der Geschichte der Region gezeigt.
Westlich des Ortes liegt das Natuurbad de Zandpol (Naturbad Zandpol), an welchem sich die Campingplätze Minicamping Dennenpol und BuitenLand befinden.

## Sport
In Zandpol ist der Fußballverein VV Zandpol (Voetbalvereniging Zandpol) ansässig. Der Verein besteht aus drei Herrenmannschaften und einem Frauenteam. Der VV Zandpol wurde 1982 gegründet. Die Vereinsfarben sind blau und weiß. In der Saison 2016/17 spielte Zandpol in der 5. Amateur-Klasse des KNVB.